# Hongqi HQ9
La Hongqi H9 è una autovettura prodotta dalla casa automobilistica cinese Hongqi a partire dal 2022.

## Descrizione
L'Hongqi HQ9 è una grande monovolume a 7 posti, con l'interno che si caratterizza per avere sedili in pelle, finiture in legno. La console centrale è dominata da un grande pad per la ricarica wireless e, inoltre, un sistema audio Dynaudio a 16 altoparlanti. Sulla fila anteriore, davanti al guidatore è presente un quadro strumenti digitale e al suo fianco uno schermo touchscreen per il sistema di infotainment.
L'HQ9 è alimentata da un motore a benzina turbocompresso da 2,0 litri con più abbinato un sistema ibrido leggero da 48 V con una potenza massima di 252 CV e 380 Nm, coadiuvato da una trasmissione semiautomatica a otto velocità. Il tempo di accelerazione da 0 a 100 km/h è di 9,5 secondi, mentre il consumo di carburante è di 8,8 l/100 km.